# Mała Wiera
Mała Wiera (ros. Маленькая Вера) – radziecki dramat obyczajowy z 1988 roku w reżyserii Wasilija Piczuła.

## Opis fabuły
Bohaterka filmu - Wiera mieszka w małym mieście razem z matką i ojcem-alkoholikiem. Bunt wobec otaczającej ją rzeczywistości powoduje rosnącą irytację ze strony rodziców, którzy stawiają jej za wzór brata Wiktora, lekarza pracującego w Moskwie.
Na jednej z prywatek Wiera poznaje Siergieja, starego przyjaciela Wiktora, w którym zakochuje się od pierwszego wejrzenia. Wiera z Siergiejem planują się pobrać. Aby przekonać rodziców, niechętnych temu małżeństwu Wiera oszukuje matkę twierdząc, że jest w ciąży. W dniu urodzin Koli, ojca Wiery, pijany Kola rani Siergieja nożem, a rana jest na tyle poważna, że wymaga długiego leczenia w szpitalu.
Matka Wiery próbuje bronić swojego męża przed więzieniem i przekonać władze, że Siergiej sam poranił się nożem. Wiera zeznaje przed sądem to, co chcą jej rodzice. Kiedy odwiedza w szpitalu Siergieja i wyjaśnia mu swoje zachowanie, ten oświadcza, że nie chce jej więcej widzieć. Po powrocie do domu Wiera próbuje popełnić samobójstwo, ale w ostatniej chwili ratuje ją brat, Wiktor. Ojciec Wiery umiera na atak serca.

## Obsada
- Natalja Niegoda jako Wiera
- Andriej Sokołow jako Siergiej
- Jurij Nazarow jako ojciec Wiery
- Ludmiła Zajcewa jako matka Wiery
- Aleksandr Aleksiejew-Negreba jako Wiktor, starszy brat Wiery
- Aleksandra Tabakowa jako Lenka Czistiakowa
- Aleksandr Lenkow jako Michaił Pietrowicz
- Andriej Fomin jako Andriej
- Aleksandr Mironow jako Tolik
- Wadim Zacharczenko jako pacjent
- Tatiana Mitruszina jako matka Andrieja

## O filmie
Film był debiutem reżyserskim Wasilija Piczuła. Zdjęcia kręcono w Mariupolu. Mała Wiera stała się w ZSRR największym sukcesem kasowym 1988 roku - obejrzało ją 54.9 mln widzów. Popularność filmu wynikała zarówno z tematyki filmu, ale także śmiałych, jak na kino radzieckie scen erotycznych. Sam reżyser wspominając film po latach stwierdził, że na popularność filmu wpływało przekonanie, że po kilku dniach władze zabronią jego wyświetlania. W 1988 film został wyróżniony na Festiwalu Filmowym w Montrealu i nagrodą FIPRESCI na Międzynarodowym Festiwalu Filmowym w Wenecji. W 2003 powstał film dokumentalny Mała Wiera - 15 lat później odsłaniający kulisy produkcji filmu i pierwsze reakcje społeczeństwa.